# Futebol em Malta
O futebol em Malta é dirigido pela Associação de Futebol de Malta e foi introduzido nas Ilhas Maltesas durante o domínio britânico em meados do século XIX. O esporte na época era novo na Inglaterra, e foi usado como um meio de entretenimento para os soldados estacionados em Malta nos vários quartéis ao redor de Malta na época. Em 1863 formou-se uma associação de futebol que regia as regras e regulamentos para este esporte em rápida mutação, que ainda estava em fase de competição amadora e jogou em um formato não programado até 1909, quando um formato de liga foi introduzido.
A associação administra o time nacional de futebol, além de administrar a Liga de Futebol de Malta e a Copa Maltesa para os clubes.

## História
O primeiro campeonato maltês na temporada 1909-1910 foi vencido por Floriana. A liga mudou regularmente em números à medida que as equipes mudaram de administrador, abandonaram a liga e novas equipes entraram novamente. Até a temporada de 1939-1940 esta primeira liga permaneceu como a única liga do futebol maltês, e foi chamada de divisão maltesa. Sliema Wanderers e Floriana dominaram, vencendo todos, mas quatro campeonatos até 1940. O troféu da liga de futebol de Malta foi implementado na temporada de 1935, que Sliema Wanderers e Floriana continuaram a dominar até a Segunda Guerra Mundial entre eles. 
Infelizmente, devido à Segunda Guerra Mundial, a liga teve que romper uma vez que muitos jogadores maltês foram convocados para a defesa da ilha durante o início dos anos 1940, quando o arquipélago maltês estava fortemente envolvido no conflito do norte da África devido à sua posição estratégica no mar Mediterrâneo. 
A atividade normal da liga recomeçou em 1945, após o final da guerra, com o formato da liga de quatro equipes se juntando, incluindo Sliema Wanderers e Floriana. O formato da liga da associação de futebol de Malta logo mudou, no entanto, para um formato de vários níveis a partir da temporada de 1946. A passagem do conflito do norte de África viu o maior interesse das associações de futebol de Malta com quinze clubes a registarem-se para se juntarem à federação maltesa nos anos 40, duplicando o tamanho do número de clubes registados em dez anos. Muitos dos nomes conhecidos de hoje juntaram-se à liga, incluindo Valletta e Hibernians. 
O interesse pela liga maltesa continuou ao longo dos anos 50, 60 e 70, com mais 15 clubes a entrarem para o campeonato, incluindo o Birkirkara FC, em 1950. No entanto, foi Hibernians e Valletta que montaram um bom desafio para Sliema Wanderers e Floriana, vencendo oito campeonatos entre eles e três troféus da liga. 

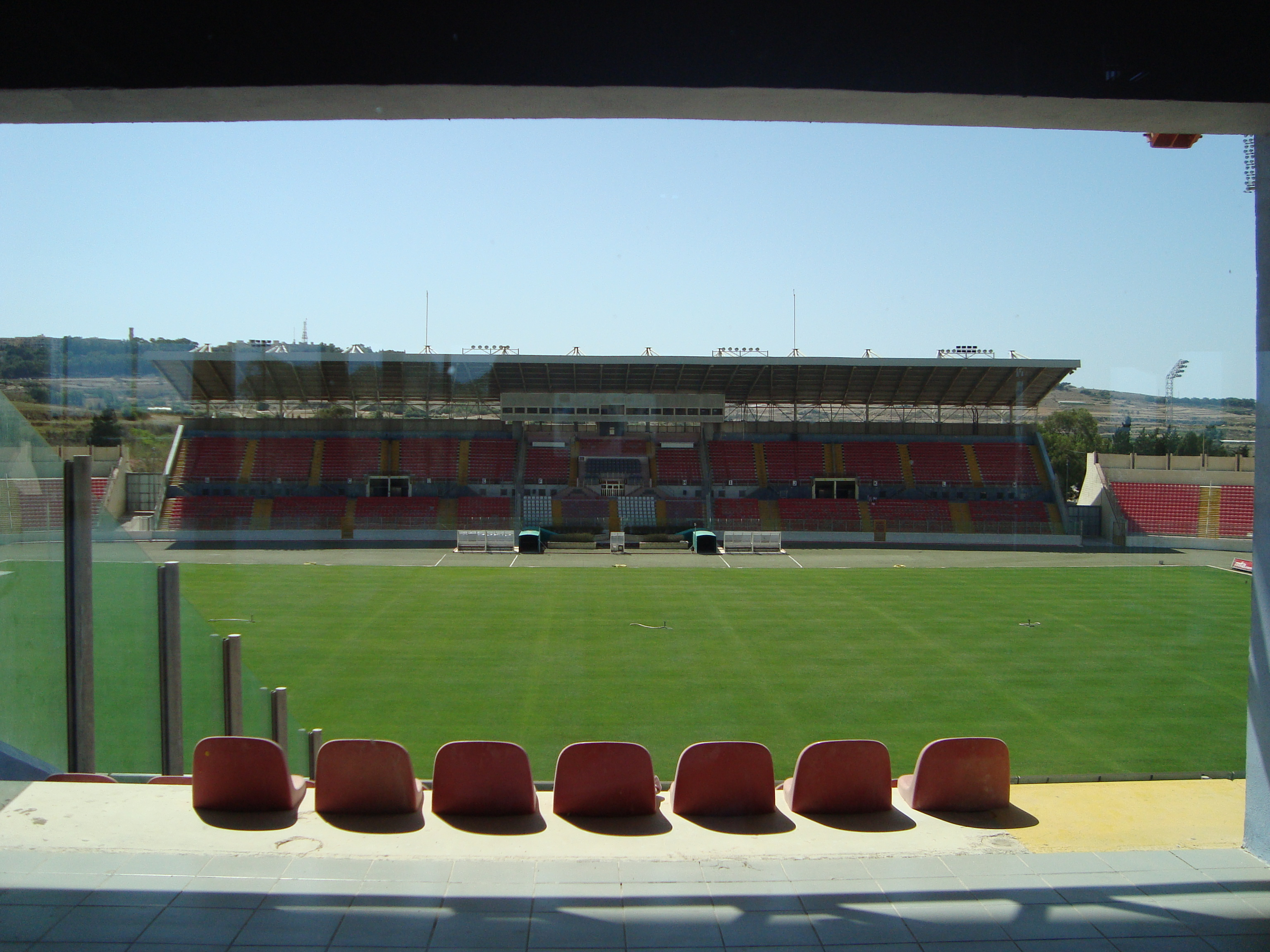
Estádio Nacional de Ta' Qali

A década de 1980 viu a monopolização de Sliema Wanderers e Floriana finalmente chegar ao fim com quatro clubes diferentes, tendo a maioria das honras nesta década. A inauguração do novo estádio nacional, Ta 'Qali, poderia ter sido uma das razões para isso, com uma grande reestruturação do programa da liga maltesa para coincidir com a nova e impressionante casa do futebol maltesa. O Hibernians FC venceu o campeonato maltesa em 1981 e 1982, Rabat Ajax (formado em 1930) venceu em 1985 e 1986, no entanto a verdadeira surpresa veio de um dos clubes mais antigos de Malta, Ħamrun Spartans que venceu a liga três vezes em 1983, 1987 e 1988, e ganhou cinco troféus da liga. Floriana ganhou o troféu da liga em 1981, embora infelizmente tenha sido relegada à segunda liga de Malta na temporada de 1985. 
As últimas décadas do século viram o formato da liga expandir-se para o quarto nível, agora com cinquenta clubes registrados no campeonato. Uma gama diversificada de clubes agora compartilhando os troféus no nível superior da liga de Malta para contribuir para uma liga de futebol semi-profissional de entretenimento e de alta qualidade. Valletta gozou de uma era de ouro nos anos 90, vencendo cinco campeonatos e quatro copas da liga. A re-juvenil Floriana venceu o campeonato em 1993, assim como duas taças da liga, e Sliema Wanderers, Ħamrun Spartans e Hibernians também receberam honras notáveis.
Actualmente, existem vários clubes com os recursos e capacidade de ganhar o troféu do campeonato, que agora é chamado de troféu da Premier League Maltesa. O Birkirkara FC é a nova força notável do campeonato de Malta, depois de conquistar o seu primeiro campeonato em 2000, e a equipe da maior cidade de Malta tem ganho regularmente honras desde que chegou aos livros de história. Outras equipes que tiveram impacto relativo foram a Ieurrieq na década de 1980 e a Valletta no final da década de 1990.

## Audiência e presenças

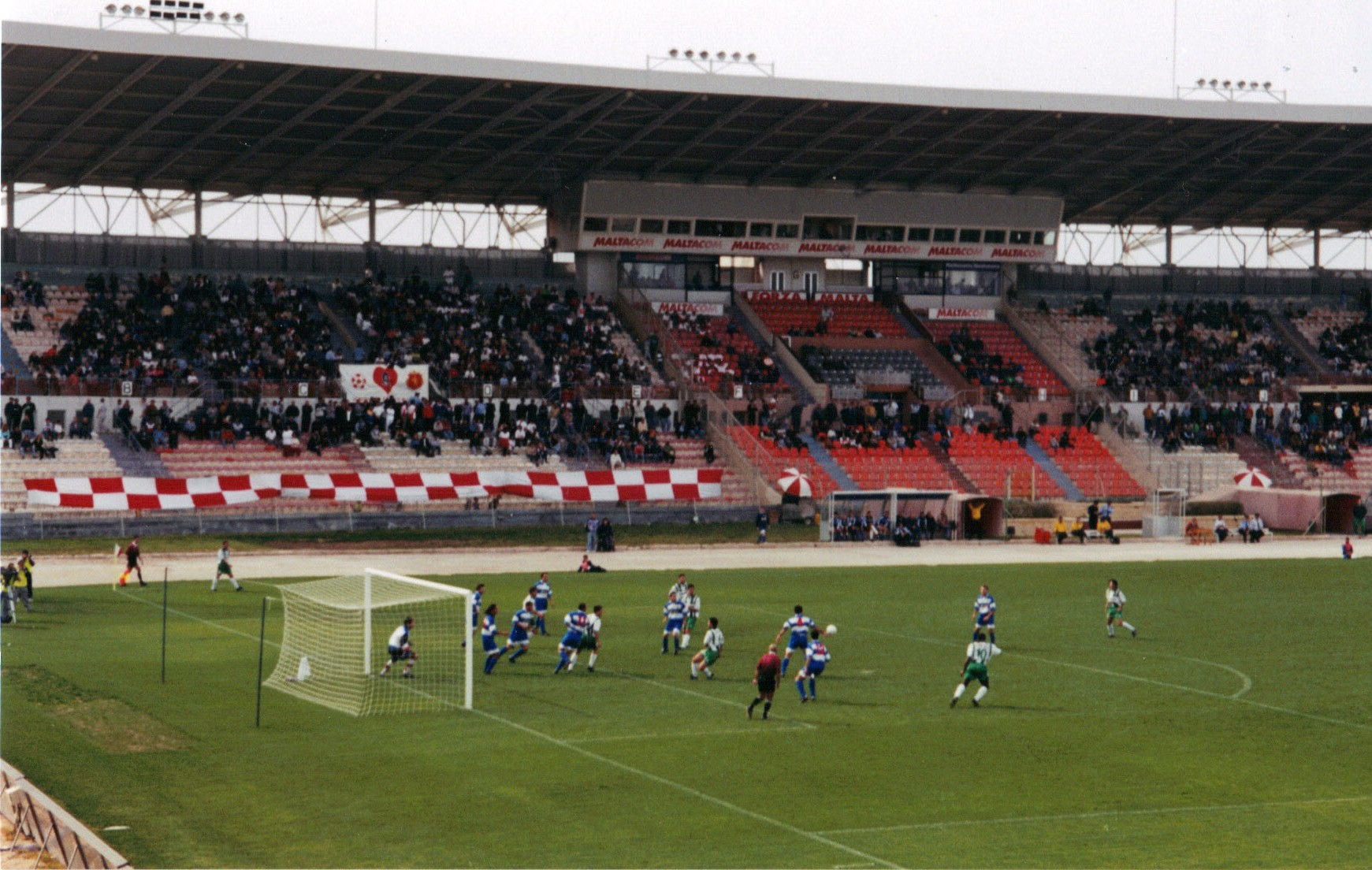
Partida do Campeonato de Malta para a temporada 1999-2000

Nas últimas décadas, particularmente na década de 1990, as ligas maltesas não se orgulhavam de altas presenças, com exceção de determinados jogos derby ou decisores da liga. Isto tem sido frequentemente atribuído a várias razões, incluindo a maior qualidade das ligas estrangeiras (especialmente a Serie A e a Premier League Inglesas), futebol de ritmo lento, pouco interesse, jogadores relativamente desconhecidos, falta de profissionalismo e corrupção aparente. Isso melhorou desde a promoção do Qormi para o nível mais alto, uma equipe que teve um forte número de seguidores desde que foi promovido. Um fenômeno também ocorreu no nível mais baixo, onde Zejtun Corinthians e Naxxar Lions, dois lados de locais relativamente grandes, começaram a pressionar pela promoção da Terceira Divisão Maltesa durante a temporada 2009-10. Isso acabou em uma rivalidade entre as duas equipes que se gabava de equipes mais fortes quando comparadas às outras equipes da Terceira Divisão, atraindo assim multidões maiores do que o habitual. No entanto, os atendimentos permanecem relativamente baixos em números. É importante notar que muito poucas estatísticas estão disponíveis.

## Rivalidades inglesas e italianas
A maioria dos malteses prefere assistir a ligas inglesas e italianas. Isso remonta ao passado político da nação, onde nos anos 1930 uma questão política foi a Questão da Língua, ou seja, se Malta teve que adotar italiano ou inglês como língua oficial. Isso criou facções pró-britânicas e pró-italianas dentro do povo maltês, praticamente reduzindo pela metade a população em dois. Essa rivalidade agora permanece sutilmente nos principais partidos políticos do país, mas também no futebol, onde, como dito antes, os malteses preferem as ligas estrangeiras ao maltês. Durante as Copas do Mundo, os maltês geralmente estão do lado dos ingleses ou dos italianos. Clubes estrangeiros populares são principalmente Man Utd, Liverpool, Juventus, Milan e Inter. Equipes nacionais populares além das suas são principalmente a Inglaterra e a Itália, com o Brasil em terceiro lugar, seguido pela Alemanha e Holanda em menor grau.